# الجيش الخامس (الدولة العثمانية)
 الجيش الخامس العثماني أحد جيوش الدولة العثمانية تشكل في 24 مارس 1915 وحل في أكتوبر 1918. 
أنيطت بالجيش الخامس مسؤولية الدفاع عن مضائق الدردنيل في الحرب العالمية الأولى تولى قيادة الجيش المستشار العسكري الألماني للإمبراطورية العثمانية الجنرال أوتو ليمان فون ساندرز ، ثم تولى قيادة الجيش الخامس وهيب باشا بالرغم من أن الجنرال أوتو فون ساندرز لا يزال يملك الكثير من  النفوذ.